# Брагинского лесничества
Посёлок Брагинского лесничества — посёлок в Бобровском районе Воронежской области России.
Входит в состав Слободского сельского поселения.

## Население
| 2005 | 2010 |
| ---- | ---- |
| 24   | ↘18  |